# 国分宿

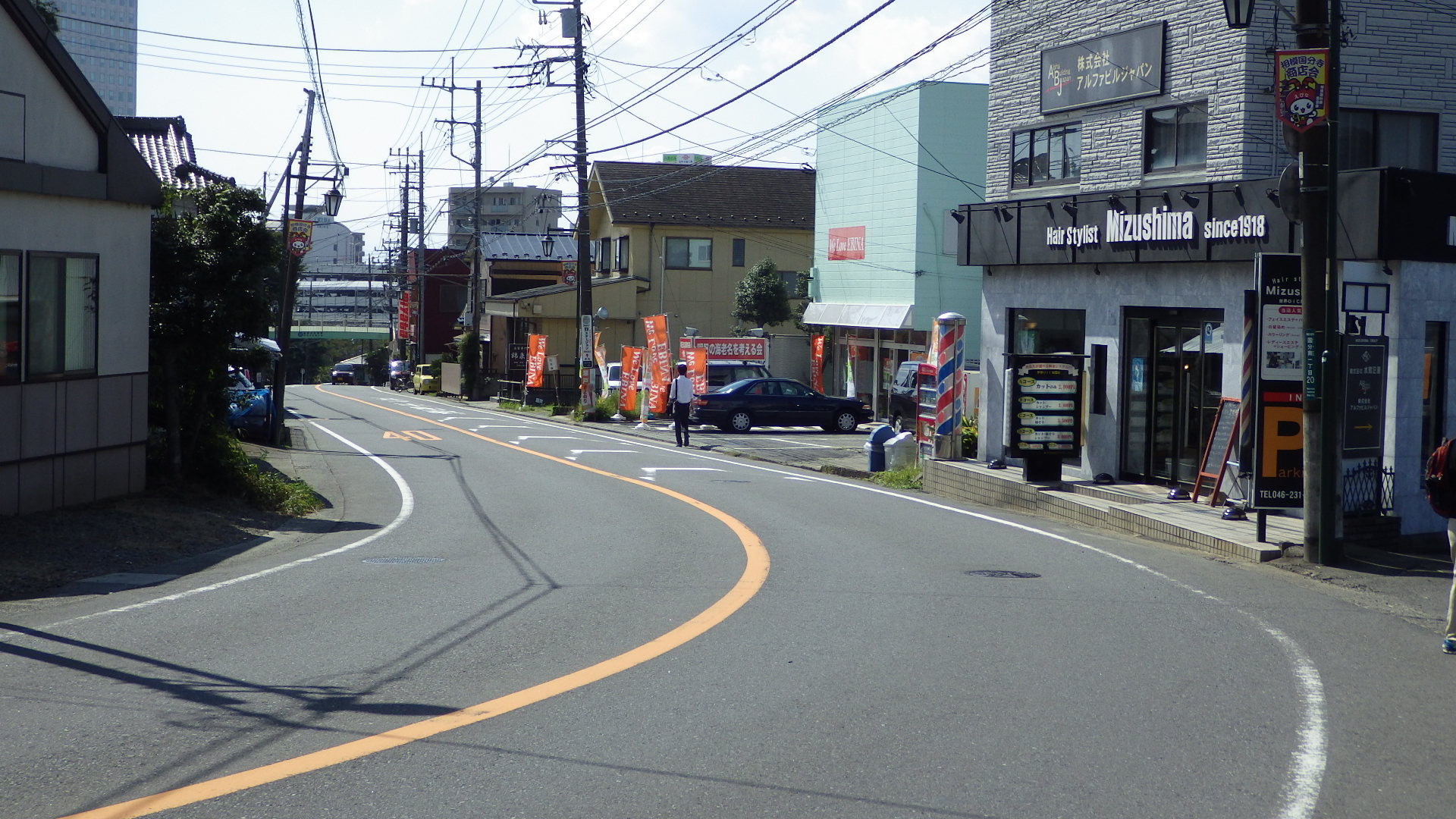
国分宿（2015年10月撮影）

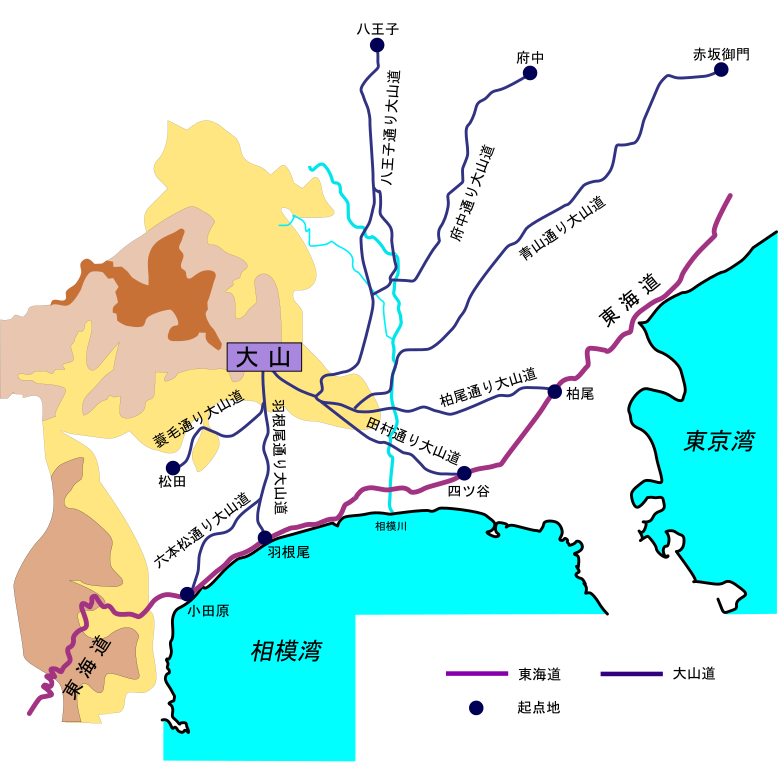
大山道(主要8道)。

国分宿（こくぶしゅく）は、かつて相模国高座郡国分村（現・神奈川県海老名市国分南）にあり、大山道（矢倉沢往還）と八王子道（藤沢道）が通っていた宿場（継立場）。
江戸時代には東海道戸塚宿の助郷（夫役という、労働課役を課された村落のこと）に指定されていたが、1867年（慶応3年）3月の国分宿駅の新設により免除された。国分村には旅館、料亭、居酒屋、雑貨屋などがあり、明治30年代の頃が最盛期であったといわれる。1910年（明治43年）3月19日に大火に見舞われた（国分の大火）。

## 名所・旧跡

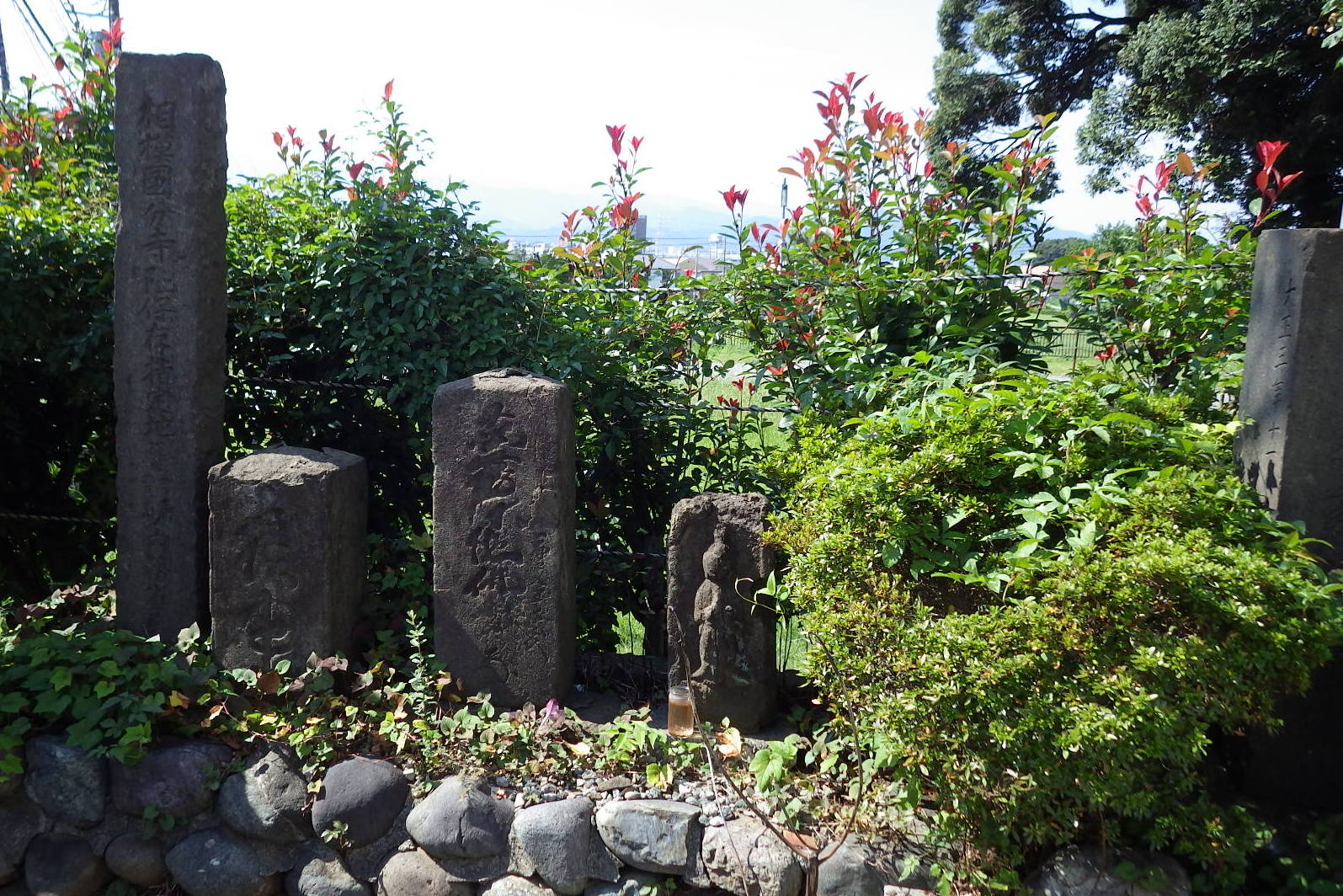
国分の辻にある石造物群（2015年10月撮影）

- 国分の辻の庚申塔 - 神奈川県道40号線と407号線の交差点に設置された石造物群の中に所在している。1850年（嘉永3年）造立の庚申塔に「西 大山 あつ木」と刻まれている[5]。

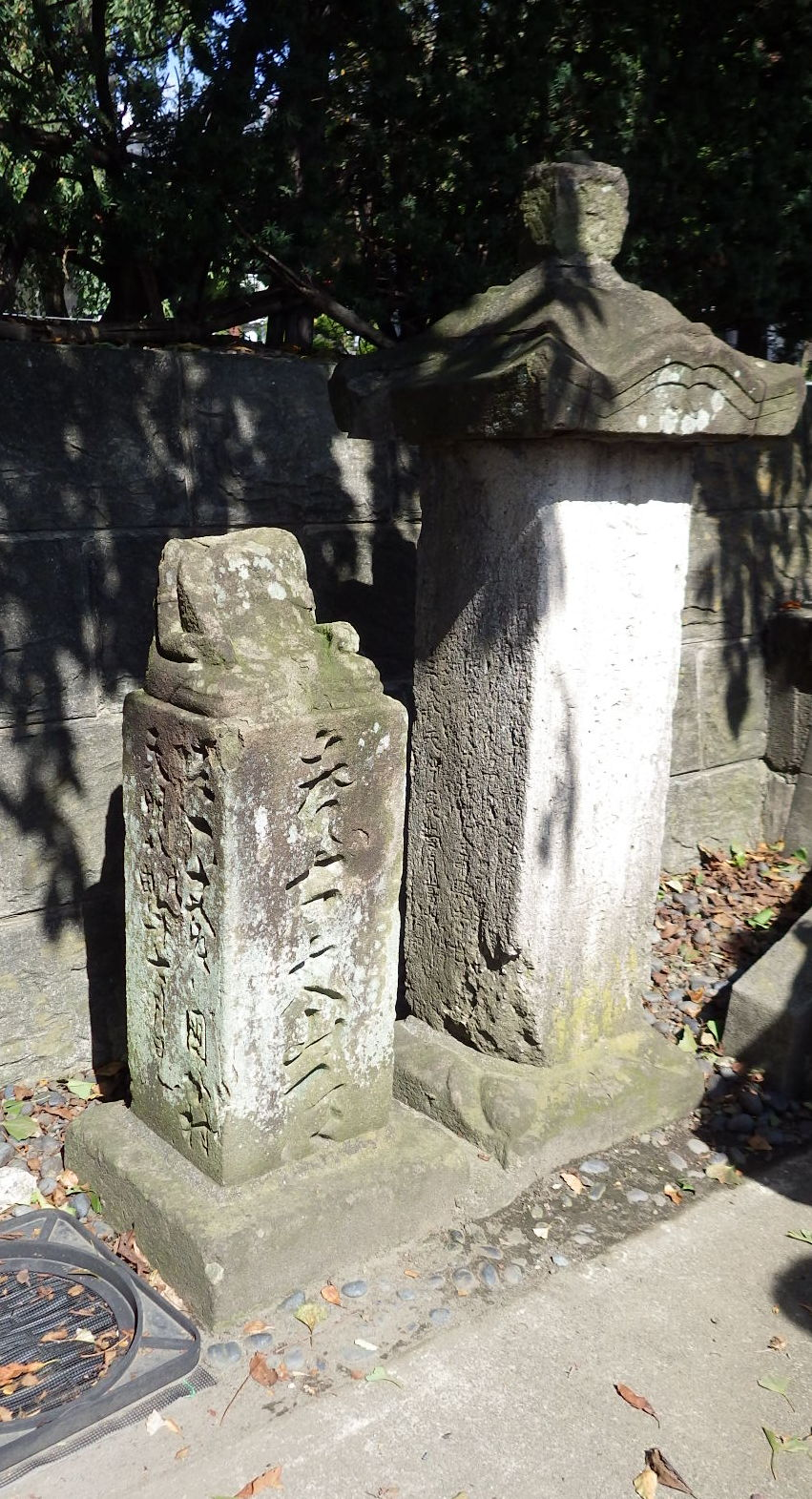
相模国分寺境内の道標（2015年10月撮影）

- 大山道の道標 - 天明年間に設置された道標が、相模国分寺（現寺院）の境内に所在している。
- 海老名の大ケヤキ - 神奈川県指定天然記念物（1954年（昭和29年）指定）で、幹周り9.2メートル、高さ12メートル、樹齢約560年（または1300年）の大木である。指定時点では20メートルを超える樹高があったが、戦後の度重なる落雷のため上部が崩れ、半分以下の高さとなったとされる[6]。
- 新道稲荷社 - 江戸期の大山道（矢倉沢往還）は社前を通っていたとされる[4][7]。

## 交通アクセス
鉄道
- 小田急小田原線 海老名駅下車
- 相模鉄道本線 海老名駅下車
- JR東日本相模線 海老名駅下車

## 隣の宿場
- 下鶴間宿 - 国分宿 - 厚木宿[8]

厚木宿との間の相模川には、厚木の渡しがあった。

## ギャラリー

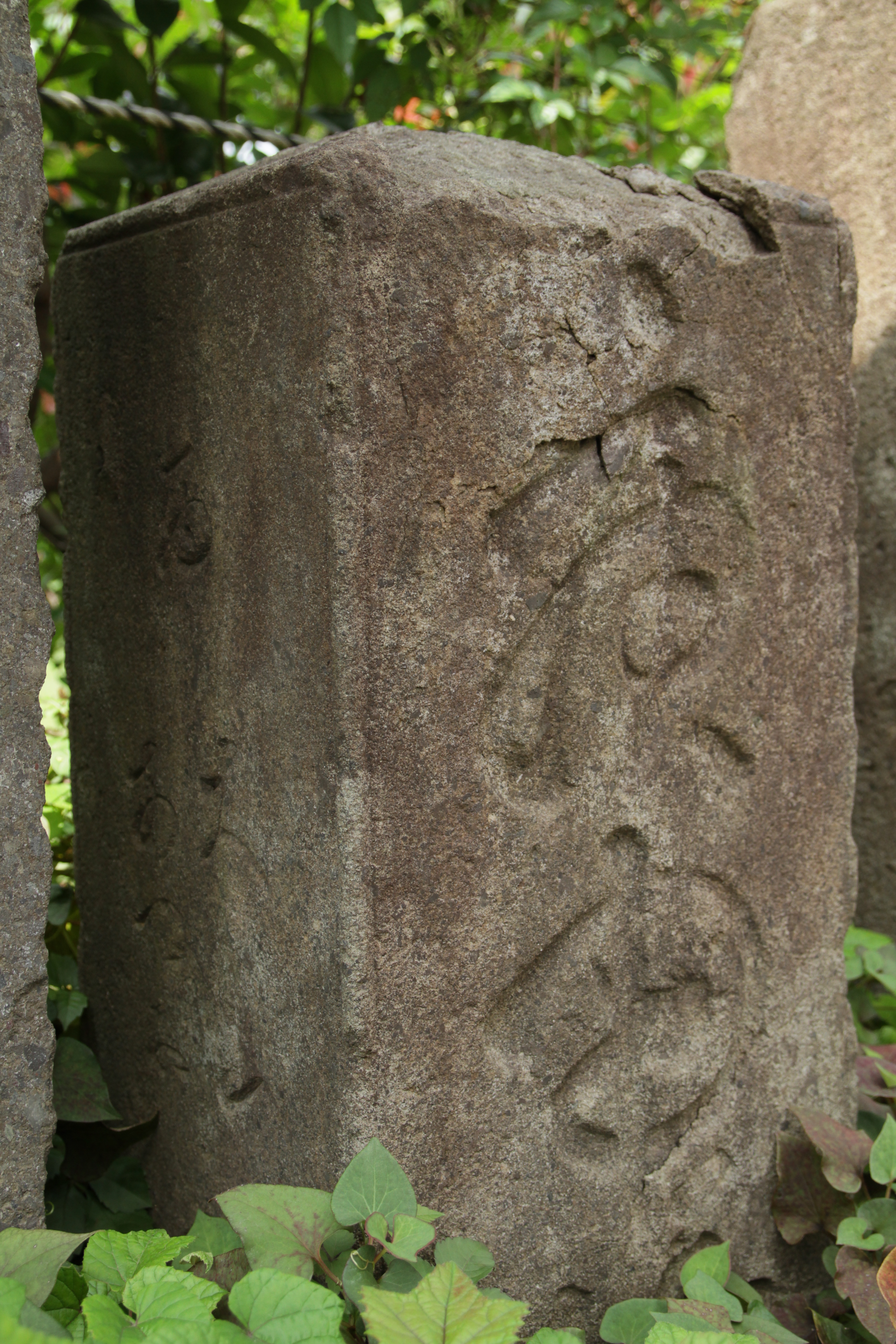
国分の辻の庚申塔
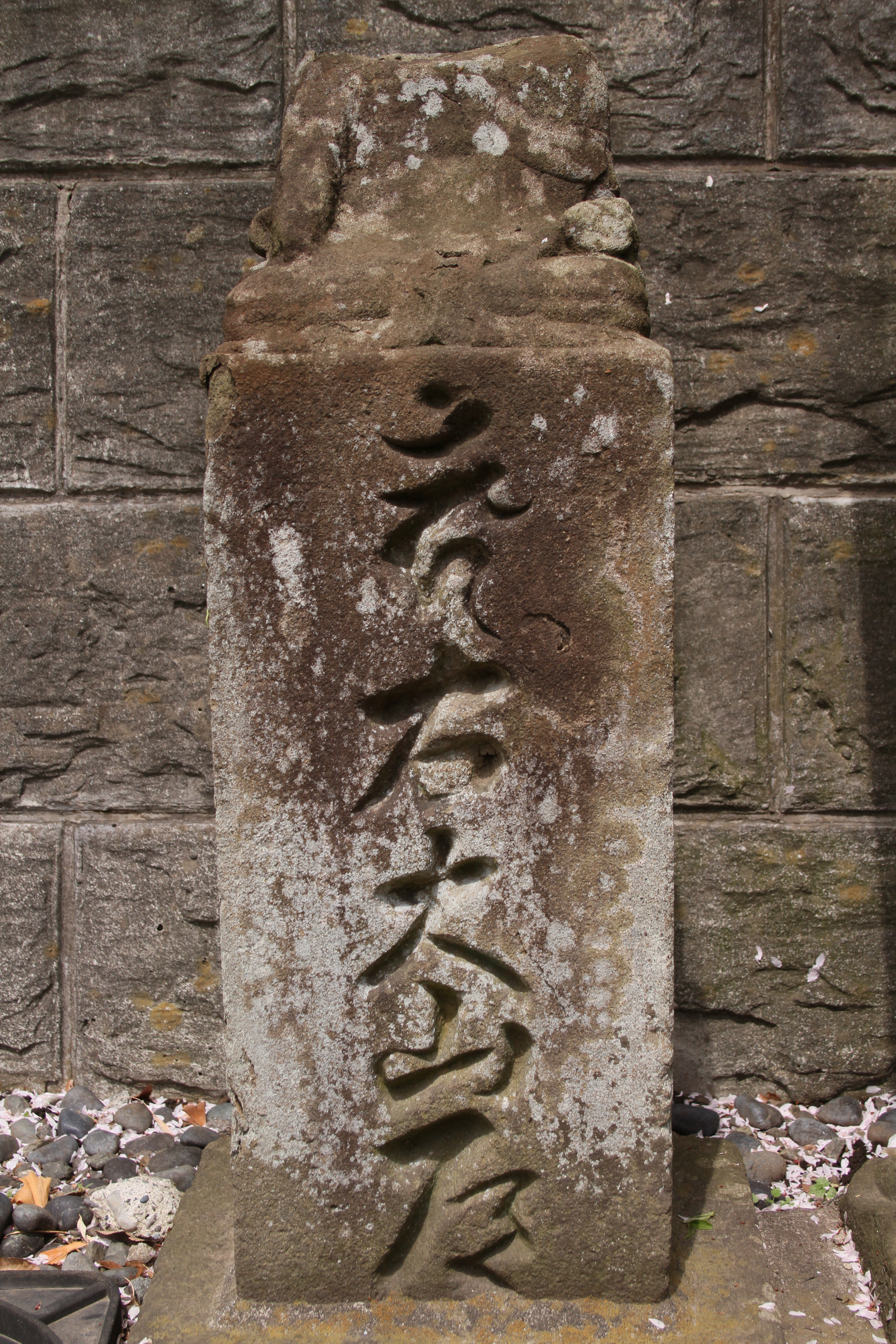
国分寺境内の大山道道標
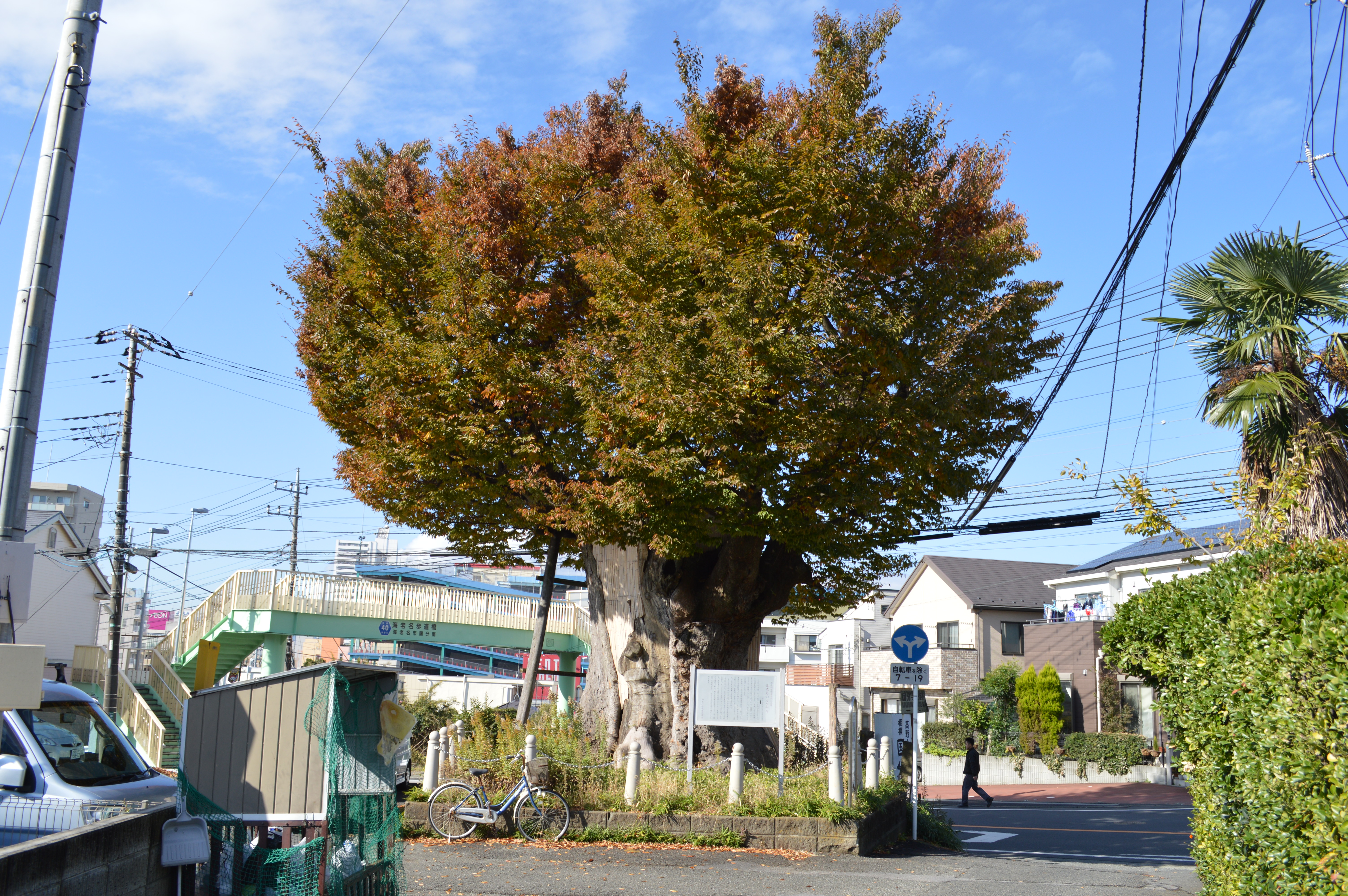
海老名の大ケヤキ
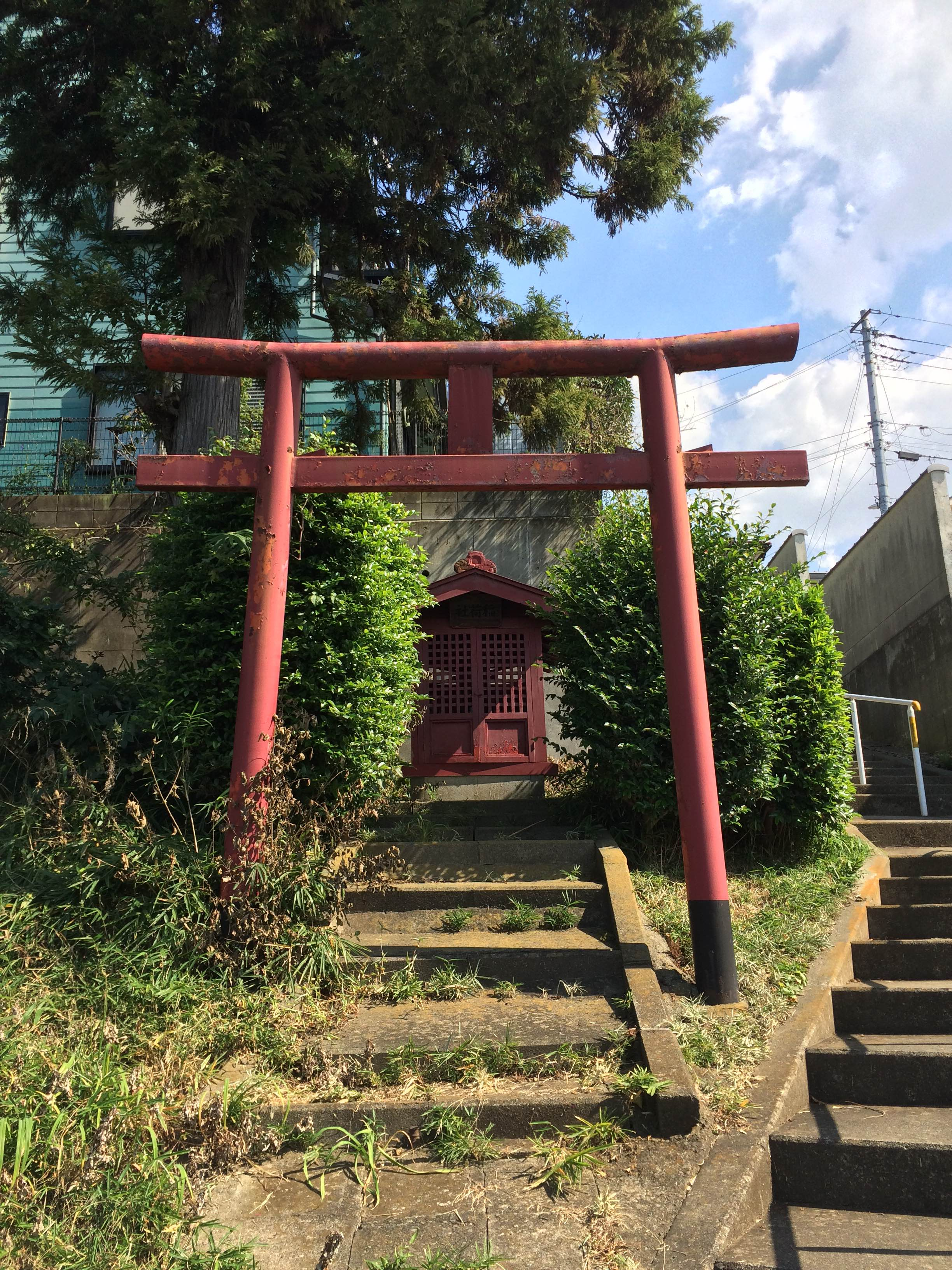
新道稲荷社